# Lillsjön (Anundsjö socken, Ångermanland, 707909-160054)
Lillsjön är en sjö i Örnsköldsviks kommun i Ångermanland och ingår i Moälvens huvudavrinningsområde. Sjön har en area på 0,258 kvadratkilometer och ligger 362,9 meter över havet.
Vid sjöns norra sida ligger Lillsjöslåtterns naturreservat.

## Delavrinningsområde
Lillsjön ingår i det delavrinningsområde (708008-160108) som SMHI kallar för Mynnar i Grubbmyrbäcken. Medelhöjden är 409 meter över havet och ytan är 6,97 kvadratkilometer. Det finns inga avrinningsområden uppströms utan avrinningsområdet är högsta punkten. Vattendraget som avvattnar avrinningsområdet har biflödesordning 3, vilket innebär att vattnet flödar genom totalt 3 vattendrag innan det når havet efter 116 kilometer. Avrinningsområdet består mestadels av skog (71 procent) och sankmarker (19 procent). Avrinningsområdet har 0,26 kvadratkilometer vattenytor vilket ger det en sjöprocent på 3,7 procent.

## Galleri

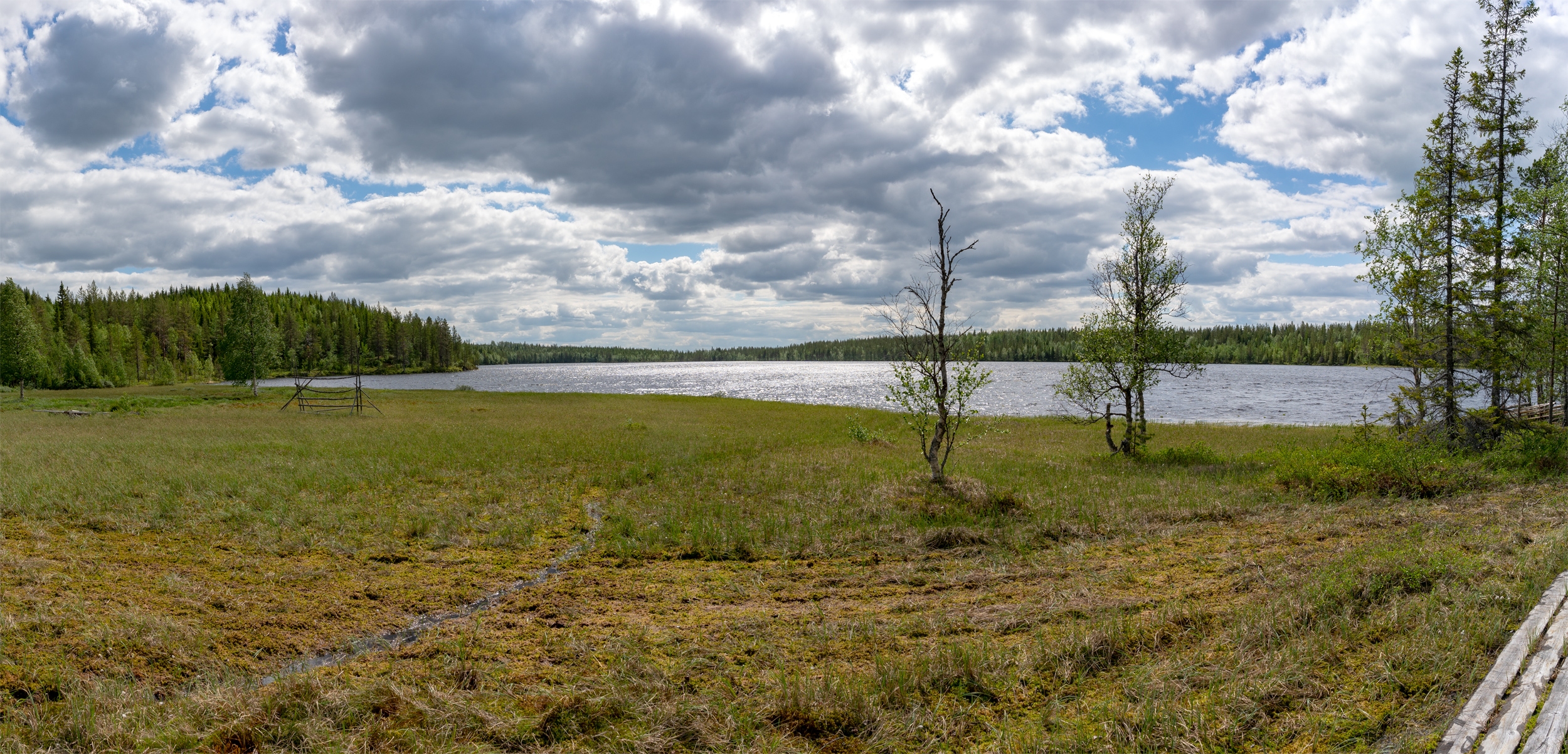
Lillsjön från norra sidan vid Lillsjöslåtterns naturreservat.